# Nan quan

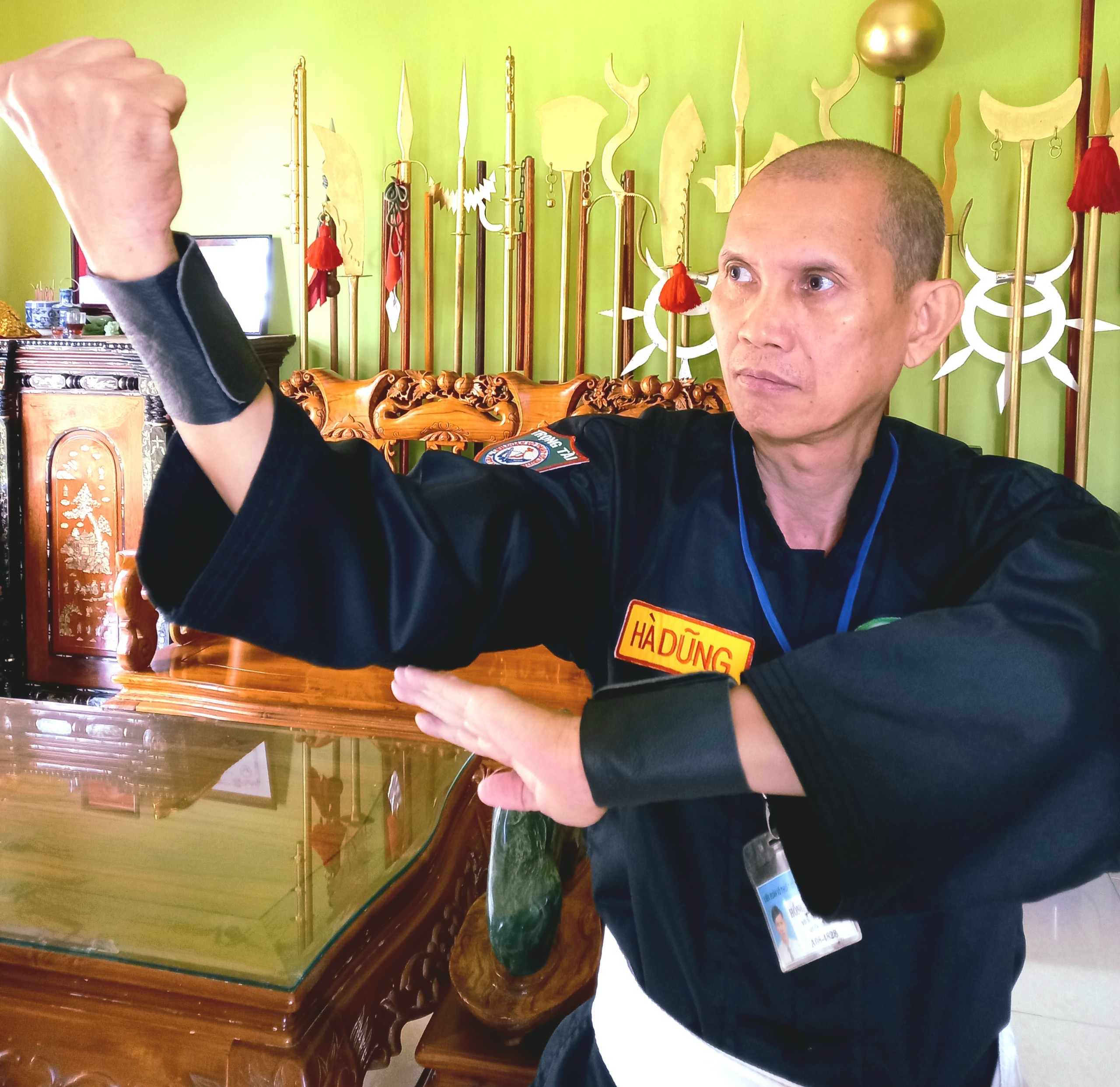
Un style d'arts martiaux du sud de Shaolin.

Le nan quan (sinogrammes: 南拳; pinyin: nán quán; littéralement « poing du Sud ») ou « boxes du Sud » désigne l'ensemble des arts martiaux chinois traditionnels qui sont originaires du sud de la Chine, notamment les styles Hung-gar, Wing Chun, bai he quan et choy lee fut.

## Principe
Le nan quan est un style ou les alternances contraction/décontraction sont très importantes, comme la respiration et les cris. Les mouvements sont compact et utilisent une force concentrique. L’exemple le plus parlant serait celui d'un ressort que l’on comprime au maximum puis que l’on lâche.

## Formes du wushu moderne

### Styles

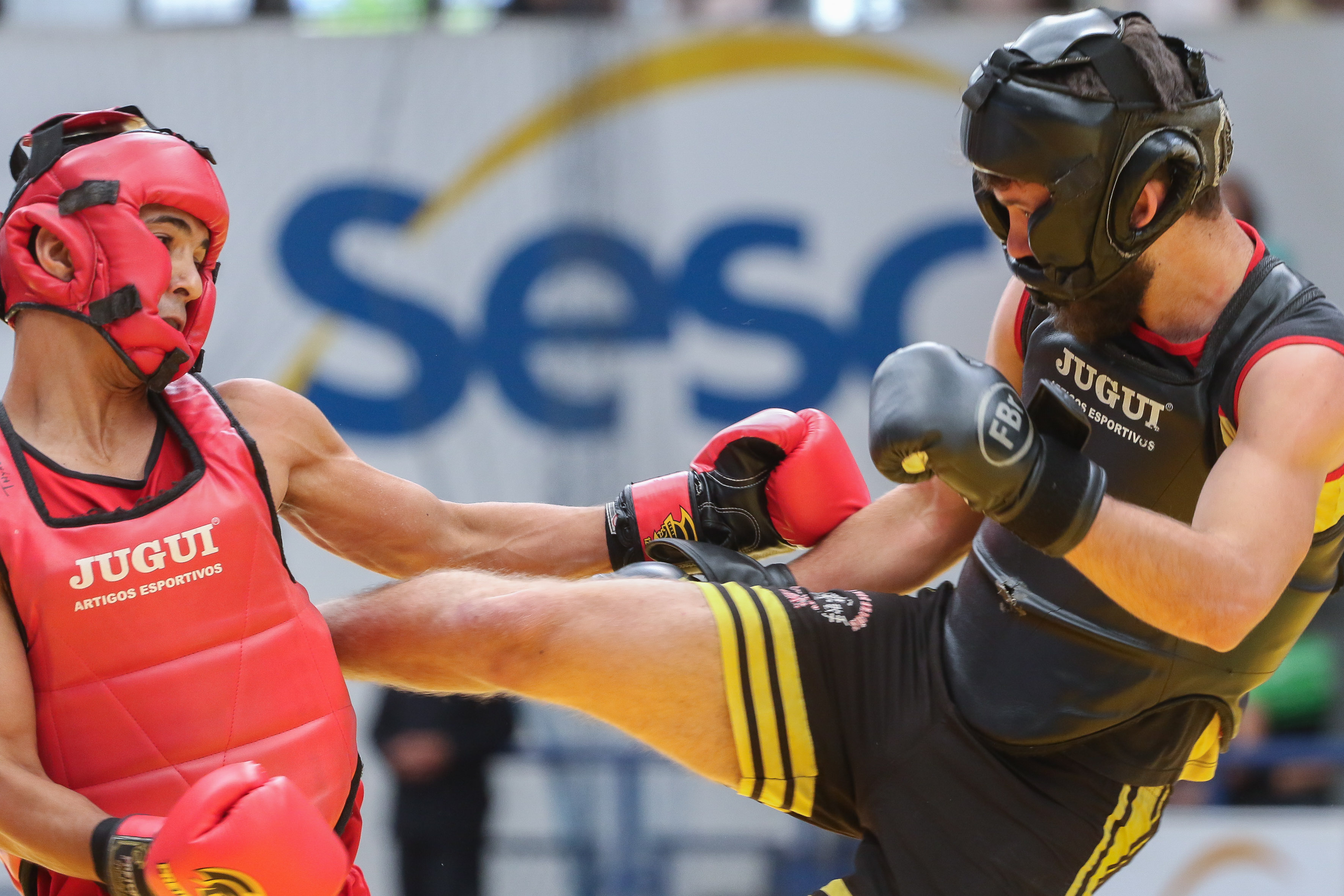
Wushu moderne.

Le nan quan est également utilisé pour désigner les formes (taolu) du wushu moderne, qui regroupent différents styles du Sud. Ces styles se caractérisent par des techniques de poing très variées par rapport à celles des jambes (certain styles du sud dits « traditionnels » sont prolixes en termes de coups de pied : le gou quan ou le mojia quan par exemple). Les mouvements sont serrés et dégagent une énergie concentrée, les positions sont basses et la force explosive et destructrice. Les déplacements sont rapides mais privilégient l'ancrage dans le sol contrairement à des techniques utilisant les sauts - plus acrobatiques mais plus liées à des qualités athlétiques qui se perdent avec l'âge.

### Techniques
Les techniques de mains sont extrêmement variées dans ce style… poing fermé, poing démon (un doigt sorti replié), paumes, griffes de tigre, paume à un doigt, poing des deux perles, main en bec, patte d’ours. On peut également noter une tendance générale à saisir les bras ou la tête de l’adversaire avant de frapper. Les tao des styles du sud en général et du nan quan en particulier peuvent également se lire du point de vue des mains collantes ou des qinna.